# Walerij Zielepukin
Walerij Michajłowicz Zielepukin, ros. Валерий Михайлович Зелепукин (ur. 18 września 1968 w Woskriesiensku) – rosyjski hokeista, reprezentant ZSRR, Rosji, olimpijczyk. Trener i działacz hokejowy.

## Kariera zawodnicza
- Chimik Woskriesiensk (1984-1987)
- CSKA Moskwa (1987-1989)
  -  SKA MWO Kalinin (1987-1988)
- Chimik Woskriesiensk (1989-1991)
- Utica Devils (1991)
- New Jersey Devils (1991-1997)
- Edmonton Oilers (1997-1998)
- Philadelphia Flyers (1998-2000)
- Chicago Blackhawks (2000-2001)
- Norfolk Admirals (2001-2002)
- Ak Bars Kazań (2002-2003)
- SKA Sankt Petersburg (2003-2005)
- Chimik Mytiszczi (2005-2006)

Wychowanek Chimika Woskriesiensk. W drafcie NHL z 1990 został wybrany przez New Jersey Devils. W tym klubie zadebiutował w lidze NHL i występował w nim przez siedem pierwszych sezonów (łącznie w NHL rozegrał dziesięć). W 2002 powrócił do Rosji i grał jeszcze cztery lata, po czym zakończył karierę.
Uczestniczył w turniejach mistrzostw Europy do lat 18 w 1986, mistrzostw świata juniorów do lat 20 w 1987, 1988 (w barwach ZSRR), mistrzostw świata w 1991, 2004, Pucharu Świata 1996 oraz zimowych igrzyskach olimpijskich 1998.

## Kariera trenerska i działacza
W sezonie 2010/2011 był asystentem trenera w klubie Long Island Royals w lidze MetJHL (Metropolitan Junior Hockey League). Od stycznia 2014 do listopada 2016 dyrektor sportowy w klubie Mietałłurg Nowokuźnieck. Od sierpnia do września 2016 trener tego zespołu. Później został menedżerem generalnym klubu juniorskiego Ałmaz Czerepowiec w lidze MHL.

## Sukcesy
Reprezentacyjne
- Srebrny medal mistrzostw świata juniorów do lat 20: 1988 z ZSRR
- Brązowy medal mistrzostw świata: 1991 z ZSRR
- Srebrny medal zimowych igrzysk olimpijskich: 1998 z Rosją

Klubowe
- Złoty medal mistrzostw ZSRR: 1988, 1989 z CSKA Moskwa
- Brązowy medal mistrzostw ZSRR: 1990 z Chimikiem Woskriesiensk
- Mistrzostwo konferencji NHL: 1995 z New Jersey Devils
- Prince of Wales Trophy: 1995 z New Jersey Devils
- Puchar Stanleya: 1995 z New Jersey Devils
- Mistrzostwo dywizji NHL: 1997 z New Jersey Devils, 2000 z Philadelphia Flyers
- Mistrzostwo dywizji AHL: 2002 z Norfolk Admirals
- Frank Mathers Trophy: 2002 z Norfolk Admirals

Wyróżnienia
- NHL (1991/1992): najlepszy pierwszoroczniak miesiąca - marzec 1992
- Zasłużony Mistrz Sportu Rosji w hokeju na lodzie: 1998